# 5526 Kenzo
5526 Kenzo eller 1991 UP1 är en asteroid i huvudbältet som upptäcktes den 18 oktober 1991 av den japanska astronomen Takeshi Urata vid Nihondaira-observatoriet. Den är uppkallad efter den japanske astronomen Kenzo Suzuki.
Asteroiden har en diameter på ungefär 7 kilometer och den tillhör asteroidgruppen Eunomia.